# Sterniczka afrykańska
Sterniczka afrykańska (Oxyura maccoa) – gatunek ptaka z podrodziny sterniczek (Oxyurinae) w rodzinie kaczkowatych (Anatidae). Nie wyróżnia się podgatunków.

## Zasięg występowania
Wschodnia Afryka od Erytrei na południe po północną Tanzanię oraz Afryka Południowa od Namibii i Zimbabwe po Prowincję Przylądkową Zachodnią (RPA).

## Morfologia
Długość 46–51 cm; masa ciała samic 516–720 g, jednego samca 820 g. Sterniczka o charakterystycznym, pękatym kasztanowym tułowiu, krótkiej szyi, czarnej głowie, niebieskim wypukłym dziobie i czarnych nogach (samiec w szacie godowej). Samice oraz niektóre samce są bardzo ciemnobrązowe w upierzeniu, a samice mają także jasny pasek pod okiem i bledsze podgardle, co czyni głowę paskowaną. W locie skrzydła od góry są jednolicie czarne.

## Tryb życia
PożywienieZjada nasiona roślin wodnych, np. Persicaria i rdestu, inną materię roślinną i wodne bezkręgowce, np. rureczniki Tubifex i rozwielitki. Nurkuje i sonduje podłoże w poszukiwaniu pokarmu.
Ekologia i zachowanieW sezonie lęgowym zamieszkuje tymczasowe lub stałe jeziora słodkowodne. Preferuje jeziora płytkie, obfite w pokarm i z nadbrzeżną roślinnością, niezbędną do założenia gniazda. Poza sezonem lęgowym zamieszkuje większe jeziora i słonawe laguny.
RozródPary gniazdują pojedynczo lub w luźnych grupach maksymalnie 30 osobników na 100 ha. W okresie lęgowym samce bronią terytorium do 900 m², poza okresem lęgowym sterniczki afrykańskie są bardziej towarzyskie i tworzą stada liczące do 1000 osobników. Samce są poligamiczne i mogą związać się z nawet ośmioma samicami naraz. Gniazdo buduje samica; jest to platforma z liści i łodyg z dostępnej w pobliżu roślinności – trzciny, pałki i ciborowatych. Jaja znajdują się od 8 do 23 cm nad powierzchnią wody. W zniesieniu od 2 do 9 jaj. Niekiedy inne samce składają jaja do gniazd obcych samic, co skutkuje większą liczbą jaj w gnieździe. Samica rozpoczyna wysiadywanie po zniesieniu całego lęgu; inkubacja trwa 25–27 dni. Powszechne jest pasożytnictwo: sterniczki afrykańskie niosą się w gniazdach innych sterniczek afrykańskich, drzewic dwubarwnych, kazarek egipskich, srebrzanek hotentockich, hełmiatek czerwonookich i łysek czubatych.

## Status
W Czerwonej księdze gatunków zagrożonych Międzynarodowej Unii Ochrony Przyrody sterniczka afrykańska od 2021 roku klasyfikowana jest jako gatunek zagrożony (EN – Endangered); wcześniej od 2017 roku miała status gatunku narażonego (VU – Vulnerable), od 2007 roku – gatunku bliskiego zagrożenia (NT – Near Threatened), a jeszcze wcześniej uznawano ją za gatunek najmniejszej troski (LC – Least Concern). Zmiany statusu wynikły z zaobserwowanych szybkich spadków liczebności gatunku, których przyczyny nie są dokładnie znane, ale podejrzewa się, że doprowadziły do nich zanieczyszczenie środowiska, osuszanie i przekształcanie przez człowieka obszarów podmokłych. Liczebność populacji we wschodniej Afryce jeszcze w latach 2005 i 2007 oceniano na 2000–3500 osobników, obecnie może to być nawet poniżej 300 osobników. Populacja w Afryce Południowej jest liczniejsza i liczy około 7000–8250 osobników.